# 加藤寛一郎
加藤 寛一郎（かとう かんいちろう、1935年11月28日 - ）は、日本の航空工学者、東京大学名誉教授。
東京生まれ。専門は航空宇宙工学。

## 職歴
- 1960年 東京大学工学部航空学科卒業。卒業後、川崎重工に入社、のちボーイング社勤務。
- 1971年 - 東京大学工学部航空学科助教授。73年「ヘリコプタ・ロータ・ブレードの曲げ捩りフラッタに関する研究」で工学博士。
- 1979年 - 東京大学工学部航空学科教授。
- 1993年 - 日本航空宇宙学会役員・評議員[3]。
- 1996年 - 東京大学名誉教授。同年から5年間は日本学術振興会理事を務める。

2004年から2010年までは防衛省技術研究本部技術顧問を務めていた。2016年、坂井三郎を描いた「操縦の神業を追って」で草思社・文芸社Ｗ出版賞受賞。

## 著書
- 『飛行のはなし 操縦に極意はあるか』技報堂出版 1986
- 『壊れた尾翼』技報堂出版　1987　『壊れた尾翼 日航ジャンボ機墜落の真実』講談社+α文庫
- 『最適制御入門 レギュレータとカルマン・フィルタ』東京大学出版会 1987
- 『工学的最適制御 非線形へのアプローチ』東京大学出版会 1988
- 『宙航（スペースヨット）レース1999』田村哲也 [ほか]絵 大河出版 1988
- 『スペースプレーン 超高層飛行力学』東京大学出版会 1989
- 『生還への飛行』講談社 1989　のち講談社文庫　講談社＋α文庫
- 『未来への飛行 コンピューターフライト』丸善 1989
- 「墜落 ハイテク旅客機がなぜ墜ちるのか』講談社 1990　のち講談社+α文庫
- 『日本の航空技術はここまで来た』読売新聞社 1990
- 『零戦の秘術』講談社 1991　のち講談社+α文庫
- 『ニアミス 四十秒内の決断』講談社　1992　『管制官の決断 ニアミス、大空港の危機一髪』講談社+α文庫
- 『極限飛行、危機に立ち向かう心』講談社　1993
- 『飛行の神髄』講談社　1993　のち講談社＋α文庫
- 『隠された飛行の秘術』講談社　1994　『飛行の秘術のはなし』講談社+α文庫
- 『星間飛行 100年後、人類は太陽系の外へ飛ぶ』講談社　1995
- 『「ゼロ」の伝説』講談社　1995
- 『音なきヘリコプター、秘められた飛行 航空犯罪と飛行の未来』講談社,1997
- 『墜落は忘れたころにやってくる 航空犯罪と飛行の未来』講談社,1997
- 『パイロットは優秀な者から死んでいく 航空犯罪と飛行の未来』講談社,1997
- 『「知」の頂点 日本の学術をリードする人々』講談社,1998
- 『エアバスの真実 ボーイングを越えたハイテク操縦』講談社,1999　のち講談社＋α文庫
- 『墜落」講談社、2001-02

第1巻　驚愕の真実　2001
第2巻　新システムの悪夢　2001
第3巻　機体異常　2001
第4巻　火災と爆破　2001
第5巻　エンジン損傷　2001
第6巻　風と雨の罠　2001
第7巻　衝突とニアミス　2001
第8巻　離陸、瞬時の決断　2001
第9巻　着陸、危険な時間　2002
第10巻　人間のミス　2002
- 『一日一食断食減量道』講談社+α新書　2002
- 『航空機事故次は何が起こる』講談社,2002　『航空機事故次は何が起こる 墜落から爆発まで徹底検証』講談社+α文庫
- 『飛ぶ! 「クレイジー飛行機博士」武勇伝』講談社,2003
- 『大空の覇者ドゥリットル』講談社 2004
- 『壊れた尾翼　日航ジャンボ機墜落の真実』講談社〈講談社＋α文庫〉、2004年6月20日（原著1987年）。ISBN 9784062568548。（原著 技報堂出版 ISBN 9784765543378）
- 『超音速飛行 「音の壁」を突破せよ』大和書房 2005
- 『神業の生還飛行』だいわ文庫　2006
- 『爆発JAL123便 航空機事故、複雑怪奇なり』だいわ文庫　2006
- 『連続墜落最新鋭機 航空機事故、複雑怪奇なり』だいわ文庫　2006
- 『まさかの墜落』（大和書房、2007）
- 『航空機事故50年史 第一人者がはじめてすべてを明かす』講談社+α文庫　2008
- 『飛ぶ力学』東京大学出版会　2012
- 『空の黄金時代 音の壁への挑戦』東京大学出版会　2013

### 共著
- 『航空機力学入門』大屋昭男、柄沢研治共著 東京大学出版会 1982
- 『ヘリコプタ入門』今永勇生共著 東京大学出版会 1985